# Blomberg, Götene kommun
Blomberg är ett utbrett samhälle i Götene kommun i Västergötland beläget vid Vänerns strand och vid Kinnekullebanan på Kinnekulle i Husaby socken.
Samhället har en egen hållplats, Blomberg station, vid Kinnekullebanan. Det tidigare stationshuset är numera privatbostad. Blombergs hamn är hemmahamn för vikingaskeppsreplikan Sigrid Storråda.

## Blombergs säteri
Blombergs säteri ligger öster om järnvägen och samhället. Det omtalades redan på medeltiden, från 1558 till mitten av 1700-talet tillhörde herresätet släkten Roos af Hjelmsäter, senare greve Carl Fredrik Scheffer, samt från slutet av 1700-talet släkten Hamilton. Byggnaden fick nytt utseende 1893–1894 efter Thor Thoréns ritningar. Idag är herresätet, som finns i privat ofrälses ägo, kanske mest känt för att vodka under namnet Thors Hammer tillverkades där för några år sedan. Huvudbyggnaden har genomgått ytterligare ombyggnader.

## Bildgalleri

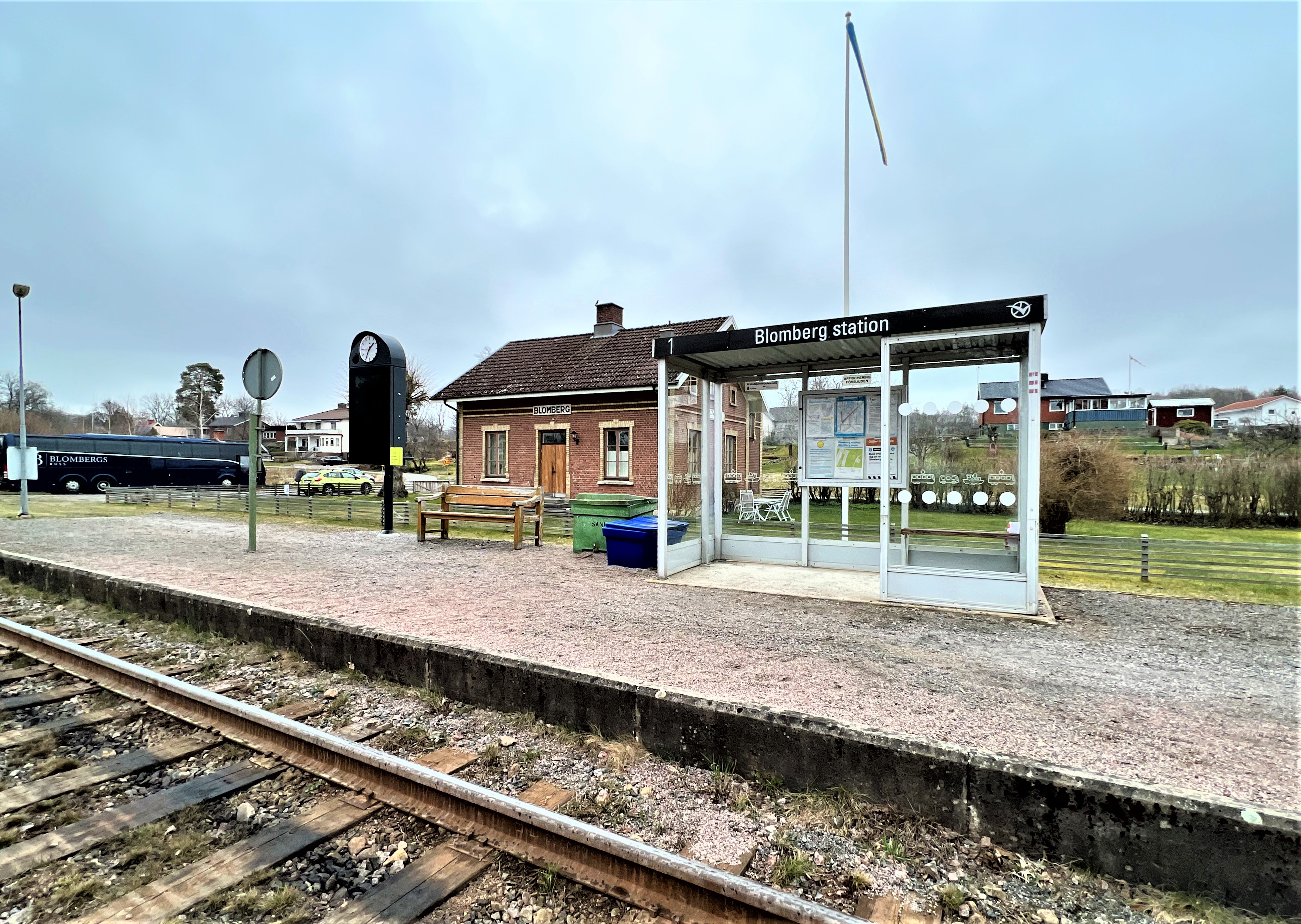
Hållplatsen Blomberg station vid Kinnekullebanan
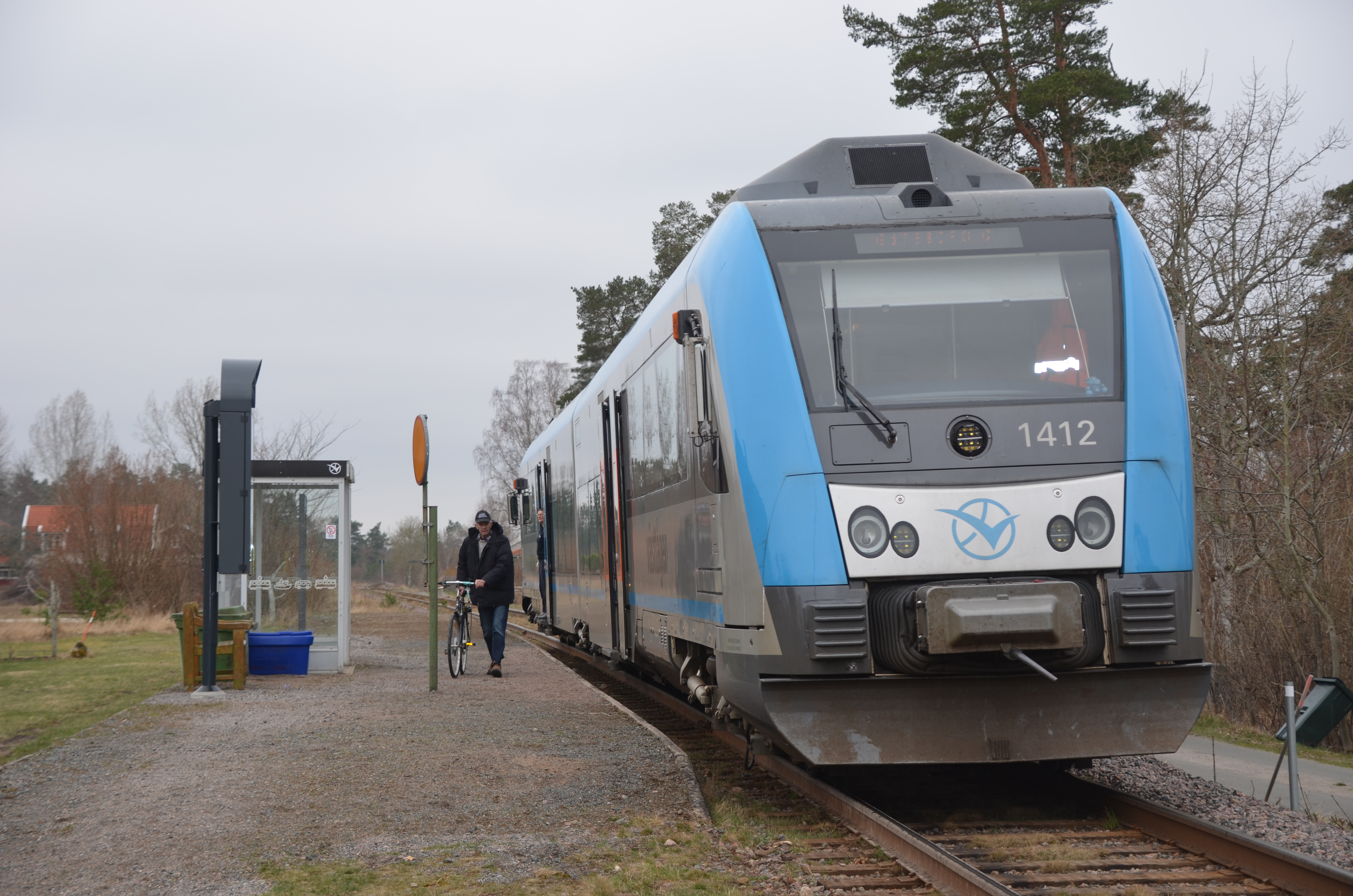
Itino-motorvagn vid Blombergs hållplats
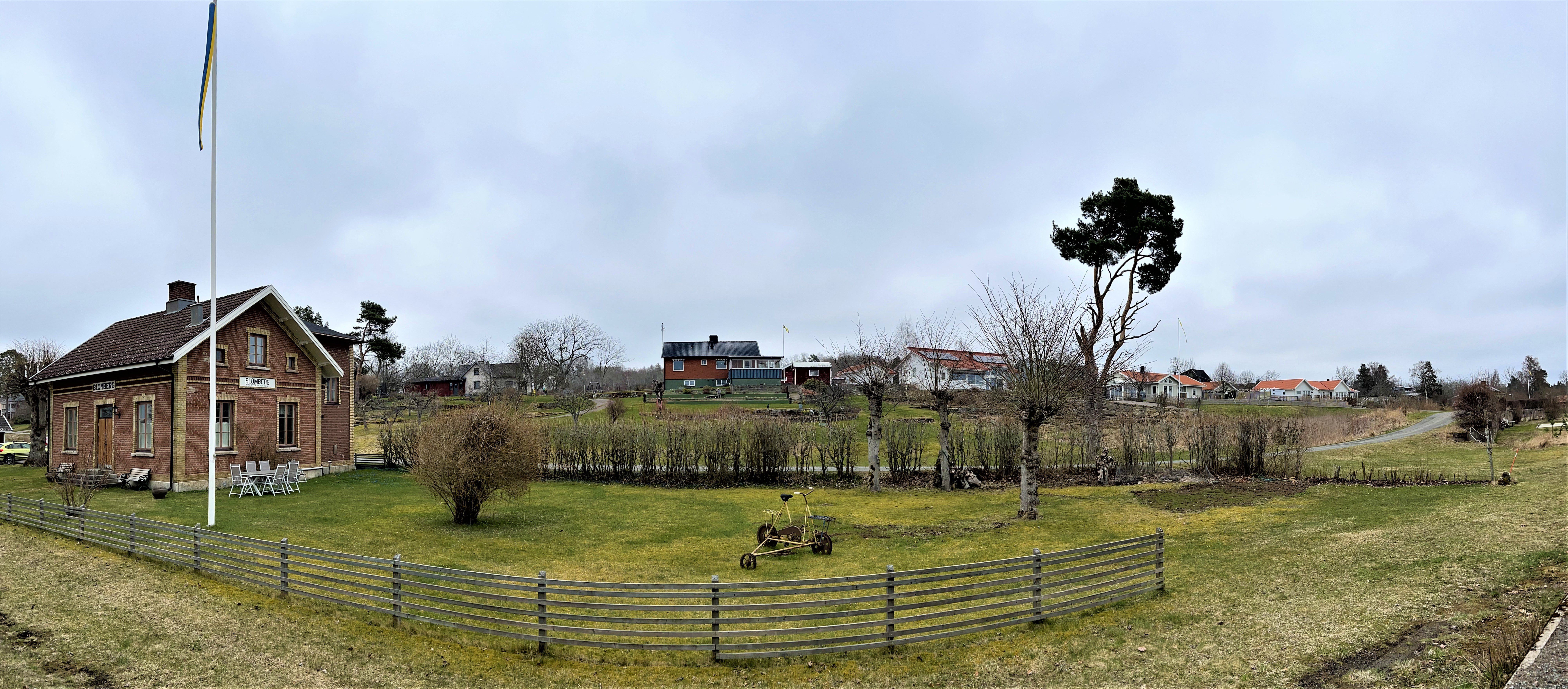
Bebyggelse vid Stenhagsvägen i Blomberg
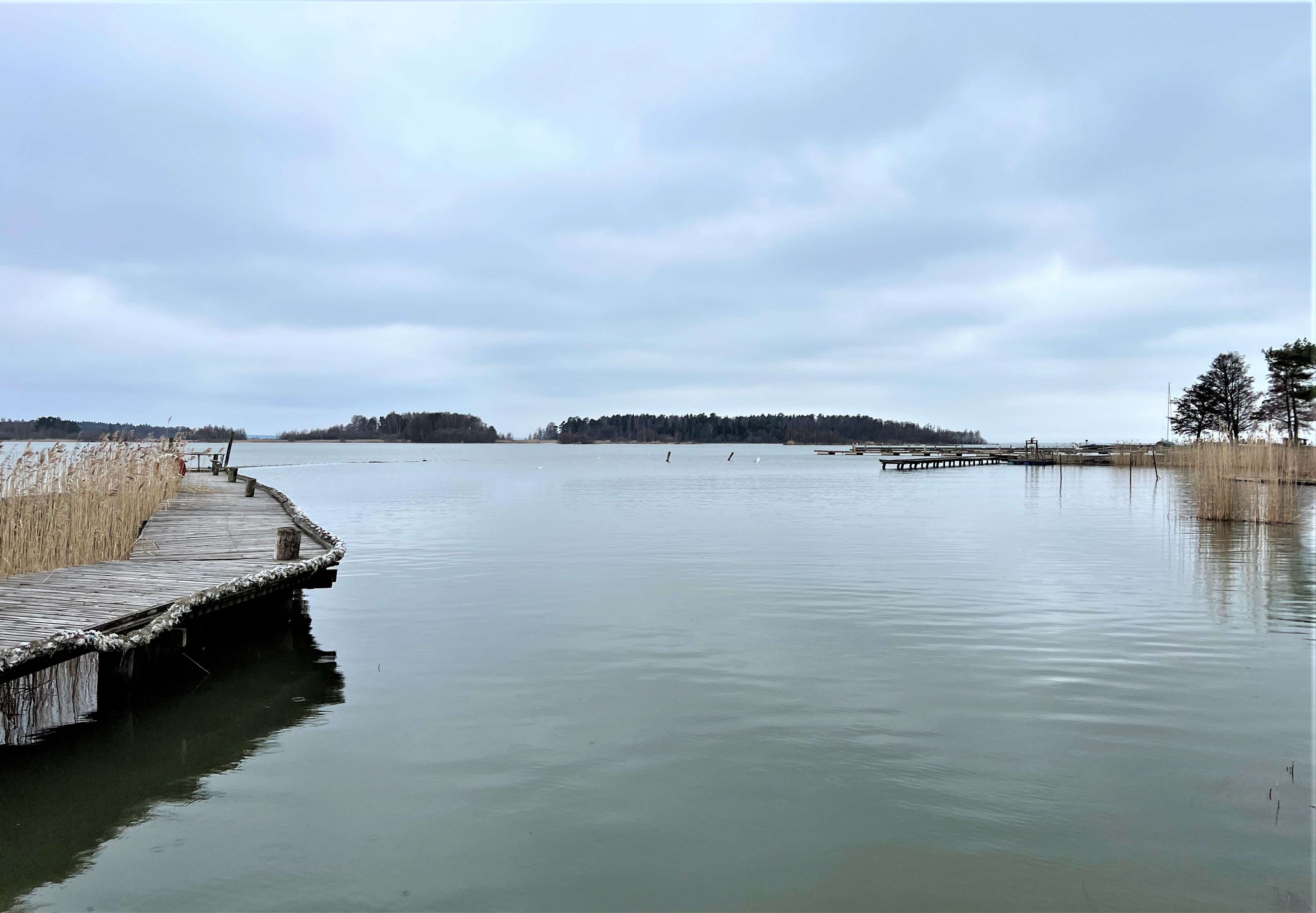
Blombergs hamn
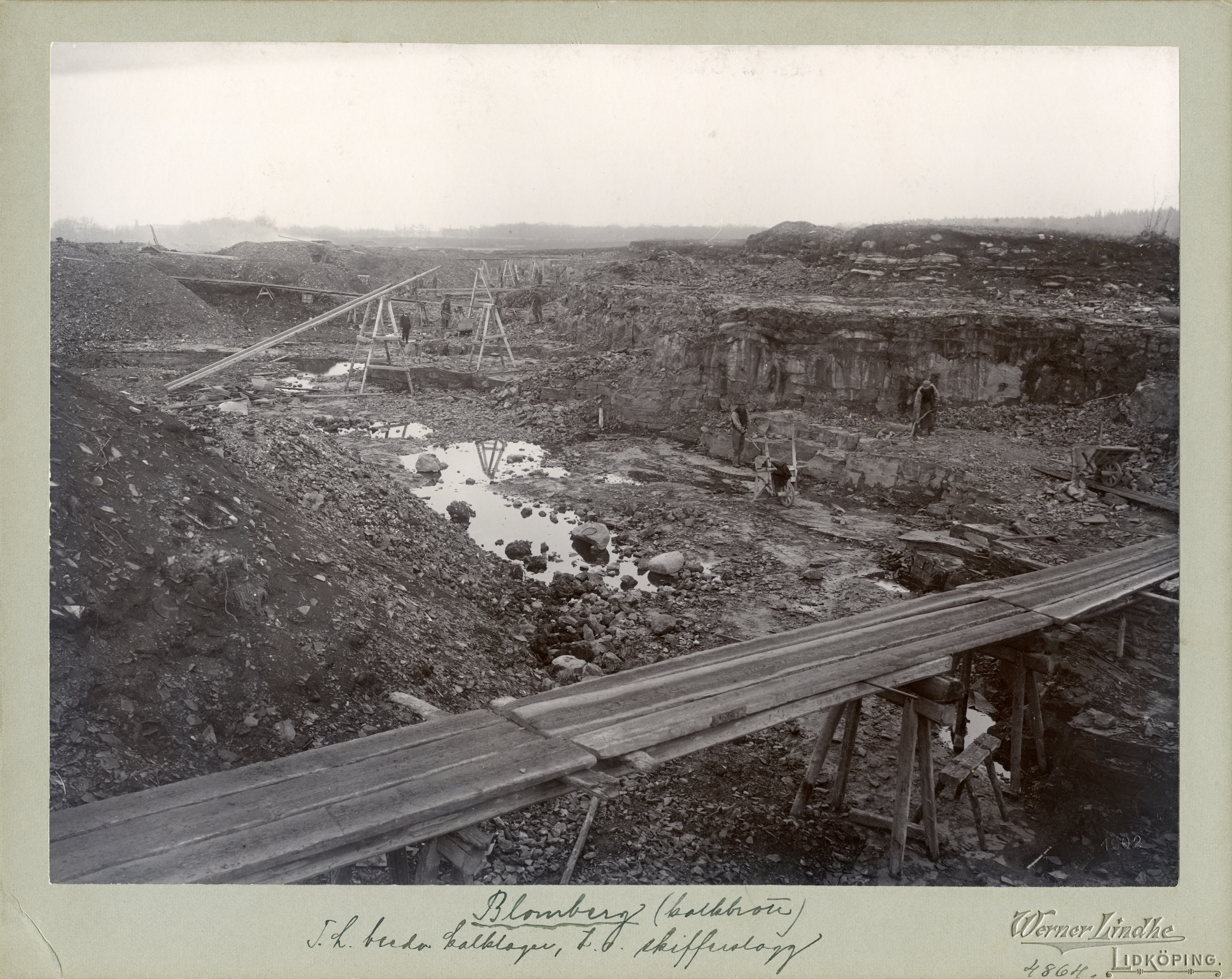
Blombergs kalkbrott, 1902. Foto: Werner Lindhe.